# Крупкин, Марк Борисович
Марк Борисович Крупкин (18 февраля 1921 — 2010) — генеральный директор и главный редактор издательского дома «Ветераны спецслужб», кандидат юридических наук, полковник госбезопасности.

## Биография
Из еврейской семьи. 1 сентября 1939 принят курсантом в Ленинградское артиллерийское техническое училище. По окончании, незадолго до начала войны, в начале июня 1941 был направлен на 270-й авиационный склад в качестве пиротехника. До июля 1944 выезжал на фронт для обеспечения действующих армий необходимой авиационной техникой. Был зачислен в 111-ю отдельную местную стрелковую роту 1-й воздушной армии. Прошёл путь от рядового до начальника отдела военного склада авиатехники № 386 НКО СССР. 31 июля 1944 зачислен слушателем на подготовительные курсы для поступления в Военно-воздушную инженерную академию имени Н. Е. Жуковского. Продолжил службу в органах безопасности в различных подразделениях МГБ БССР, КГБ ЭССР, Управлению КГБ по Москве и области, Второго главного управления КГБ СССР, где работал на разных должностях от оперуполномоченного до начальника отдела Управления по действующему резерву КГБ СССР. Заместитель директора Агентства печати «Новости», заведующий отделом «Литературной газеты». С 1983 являлся заместителем председателя Антисионистского комитета советской общественности. После распада СССР основал издательский дом «Ветераны спецслужб».

## Звания
- рядовой (1939);
- старший техник-лейтенант[укр.];[2][3]
- полковник госбезопасности.

## Награды
Награждён орденами Отечественной войны II степени, Красной Звезды и 23-мя медалями, в том числе «За отвагу», «За оборону Москвы», дважды — «За боевые заслуги», а также знаком «Почётный сотрудник госбезопасности».